# Винегретная заправка

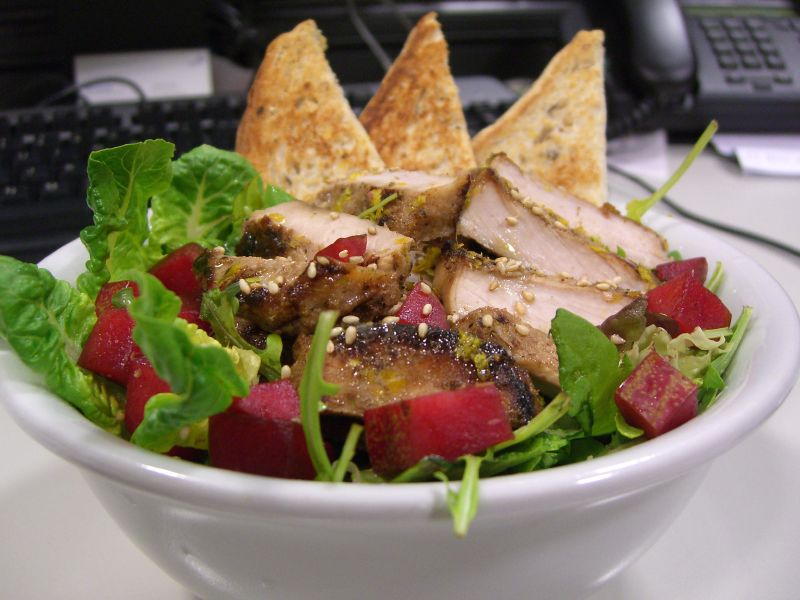
Салат с французской заправкой

Винегретная заправка, французская заправка, соус винегрет (фр. vinaigrette, sauce vinaigrette, от vinaigre — «уксус») — салатная заправка, основными ингредиентами которой являются уксус и растительное масло. Их классическая пропорция — 1:3. В зависимости от рецепта добавляются дополнительные ингредиенты, например, зелень. Винегретная заправка часто подаётся к салату из листьев кочанного салата, варёной и тушёной рыбе. Считается, что заправка из смеси уксуса и растительного масла была известна ещё древним египтянам.
В XIX веке «французская заправка» была синонимом «винегретной заправки», но начиная с начала XX века по американским рецептам в «французскую заправку» стали добавлять вустерширский соус, луковый сок, кетчуп, сахар и соус табаско.
Для приготовления французской заправки соль и перец в стеклянной посуде растворяют в винном уксусе (по выбору в лимонном или лаймовом соке), затем добавляют три части растительного масла и взбивают до получения эмульсии. При использовании масла с сильным ароматом не следует брать уксус с таким же выраженным ярким запахом. В заключение добавляется зелень: петрушка, зелёный лук, кервель, эстрагон или укроп, а также каперсы, мелко рубленный репчатый лук или лук-шалот и сахар. Эмульсию стабилизируют добавлением горчицы или сваренного вкрутую яичного желтка. Соусу дают настояться в течение получаса. Приготовленный соус хранению не подлежит.